# آلون إن ذا دارك (لعبة فيديو)
آلون إن ذا دارك (بالإنجليزية: Alone in the Dark)‏ ، هي لعبة إلكترونية من نوع رعب البقاء، صممه الفرنسي فريدريك راينال ، وصدرت في نظام دوس سنة 1992م.

## قصة اللعبة
تدور قصة حول رجل يدعى جيرمي هارت وود سنة 1924م، وهو يدخل القصر الكبير ووقع في الفخ بمواجهة الوحوش والدينا صور، ويخطط بطل اللعبة للخروج من المأزق.

## وصلات خارجية
- Alone in the Dark على موبي غيمز
- آلون إن ذا دارك على موقع IMDb (الإنجليزية)